# Angra do Heroísmo
Angra do Heroísmo ([ˈɐ̃ɡɾɐ du eɾuˈiʒmu] ⓘ, deutsch etwa: Bucht der Heldenhaftigkeit) ist eine portugiesische Stadt auf der Insel Terceira, die zu den Azoren gehört. Die Stadt bildet sich aus den Gemeinden (Freguesias) Nossa Senhora da Conceição, Santa Luzia, São Pedro und Sé.
Der Beiname „do Heroísmo“ wurde der Stadt von Königin Maria II. wegen ihres standhaften Verbleibs im Miguelistenkrieg auf der Seite der Traditionalisten verliehen.

## Geschichte
Angra do Heroísmo ist die älteste Stadt der Azoren und bekam ihr Stadtrecht durch eine Carta Régia im Jahre 1534. Sie wurde gleichzeitig von Papst Paul III. zum Bischofssitz des Bistums Angra erhoben.
Mit dem Bau der Kathedrale (Sé de São Salvador) begann man allerdings erst im Jahr 1570. Die Kathedrale und die Stadt wurden bei einem starken Erdbeben im Jahr 1980 schwer beschädigt. Nachdem 1982 beide Türme eingestürzt waren, wurde die restaurierte Kirche dann am 3. November 1985 ein zweites Mal geweiht.
Am 1. November 1755 traf ein beim Erdbeben von Lissabon 1755 ausgelöster Tsunami die Stadt, wobei das Wasser bis zum Rathausplatz (Praça do Município) drang und am Hafen die Zollmauer sowie das Tor Porta do Mar zerstörte.
Angra do Heroísmo ist seit 1976 eine Universitätsstadt mit zwei Fakultäten der in Ponta Delgada ansässigen Universität der Azoren; die Altstadt von Angra wurde 1983 von der UNESCO zum Weltkulturerbe erklärt.
Angra war eine wichtige Zwischenstation für den Transatlantik- und Ostasienhandel. In der Bucht von Angra sanken von etwa 1540 bis 1650 mindestens ein Dutzend Schiffe. 1996 wurde bei Porto Novo das Wrack eines mit Kupferplatten beschlagenen Schiffs (Angra A) entdeckt, das vermutlich aus der Zeit um oder nach 1840 stammt. Von Angra B und Angra C sind nur Segmente erhalten. Das Wrack Angra D eines spanischen oder portugiesischen Schiffs von ca. 400 bis 500 Tonnen Verdrängung aus dem 16. Jahrhundert weist große Ähnlichkeit mit dem Wrack der San Juan auf.

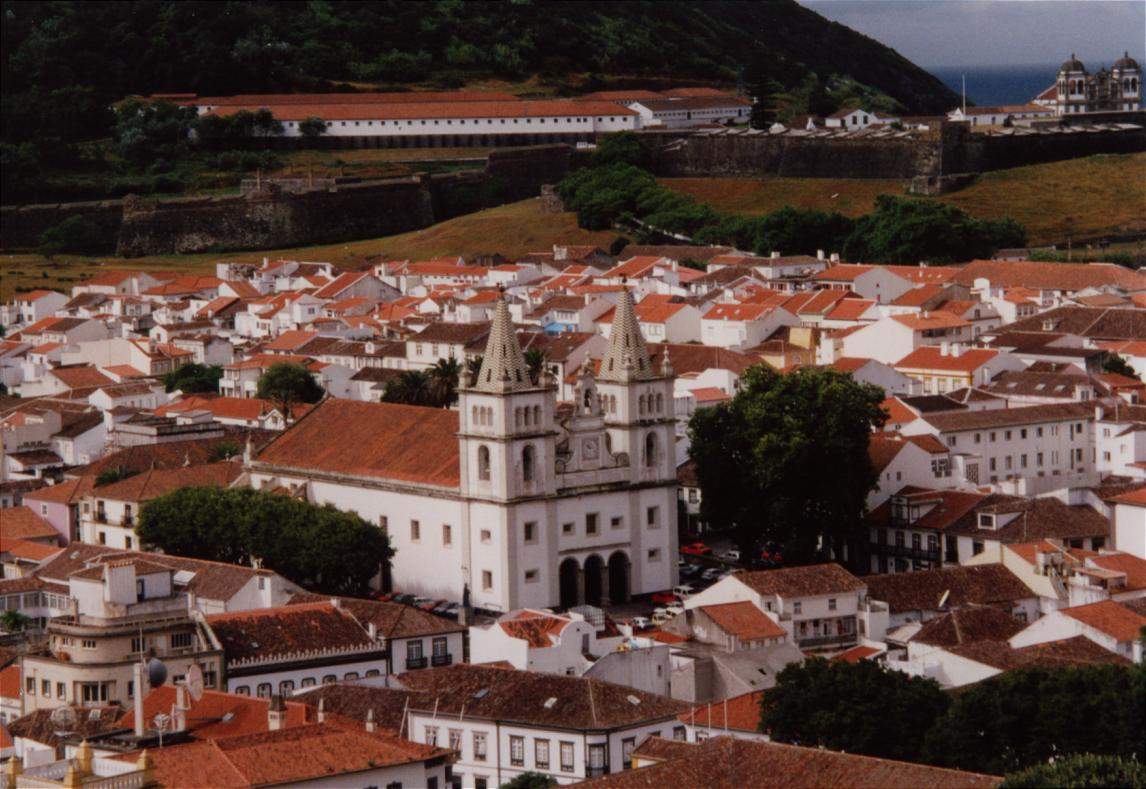
Blick auf Angra und die Kathedrale
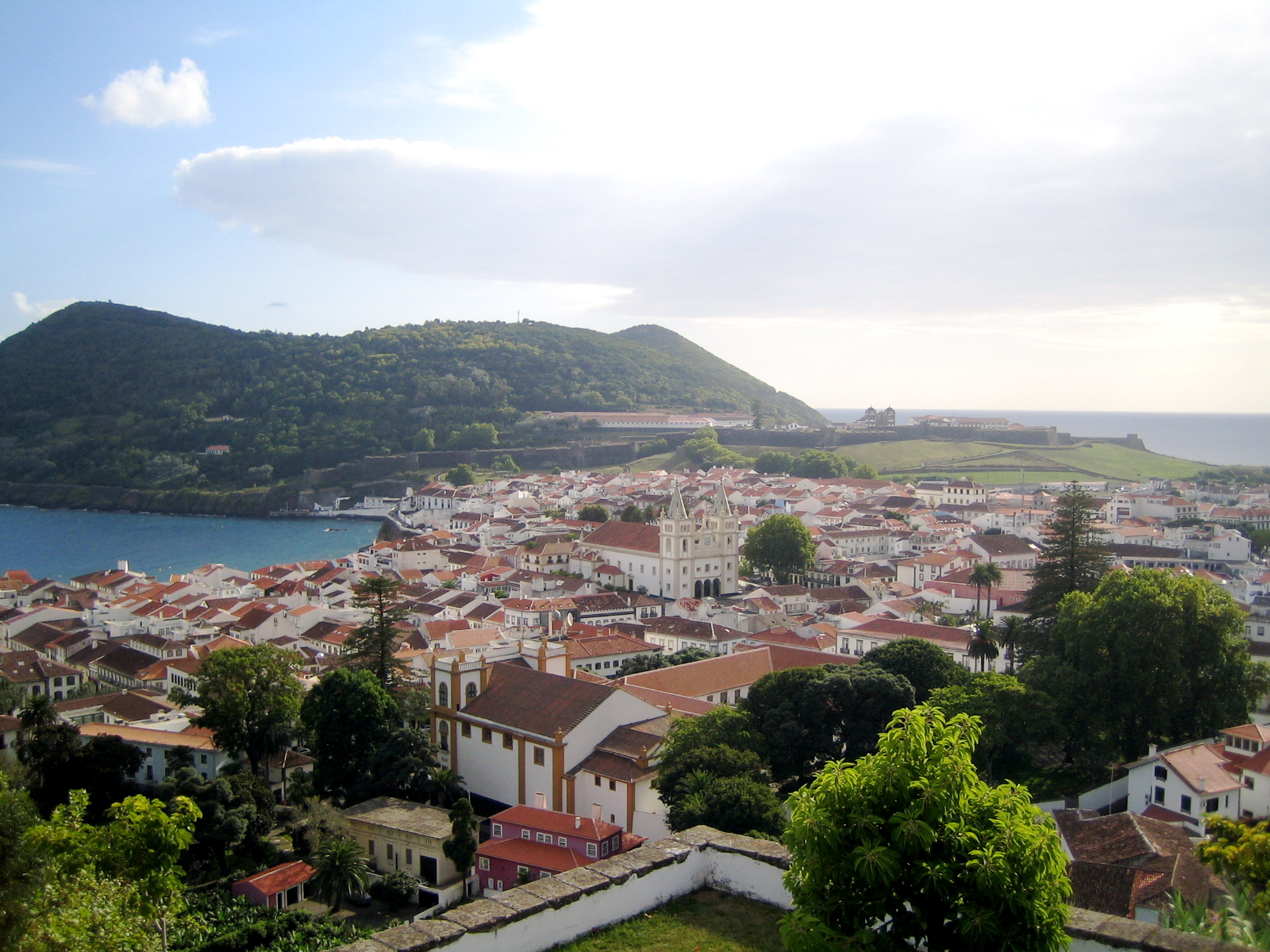
Angra mit dem Castelo de São João Baptista im Hintergrund
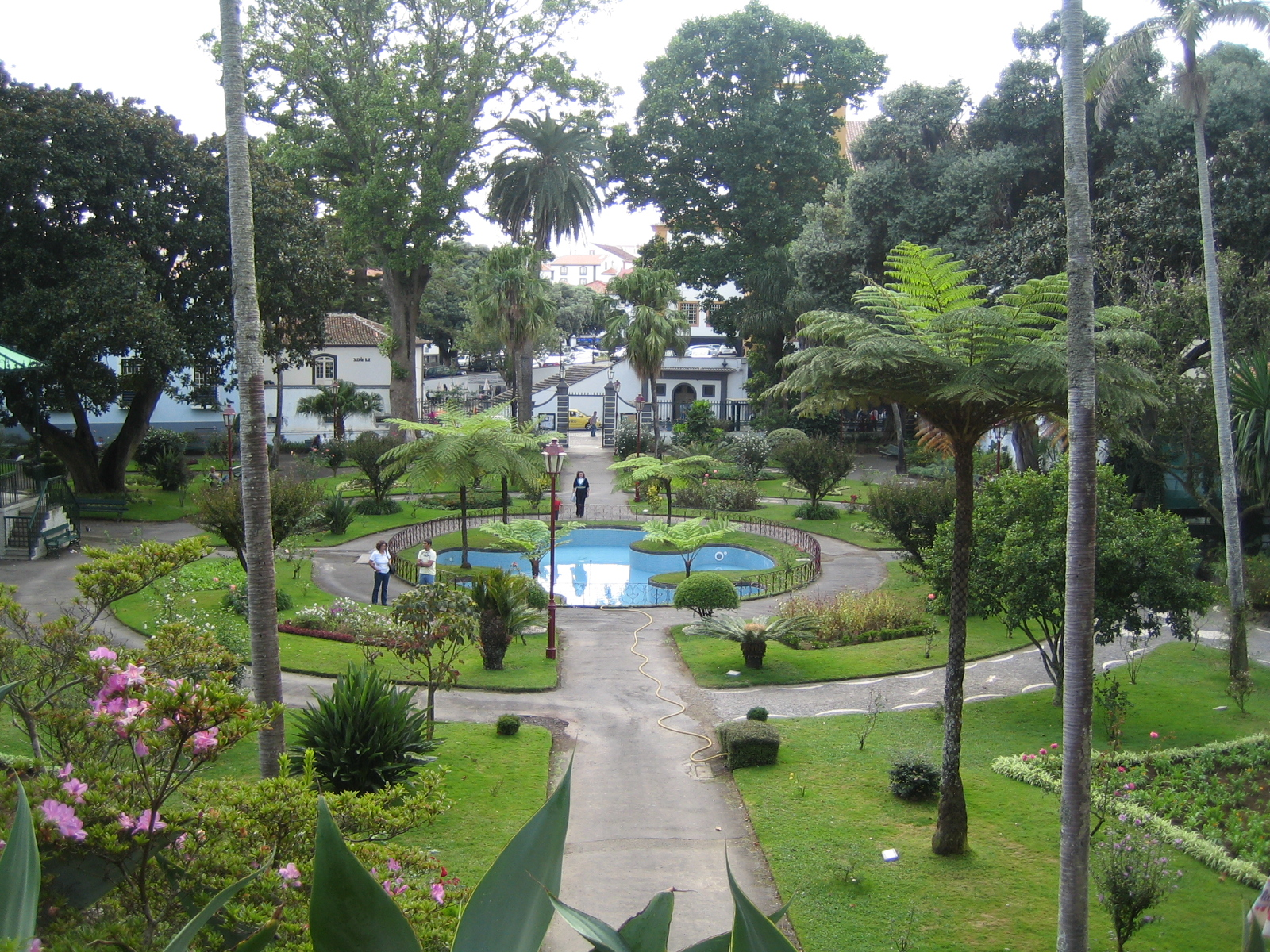
Park Jardim Duque da Terceira
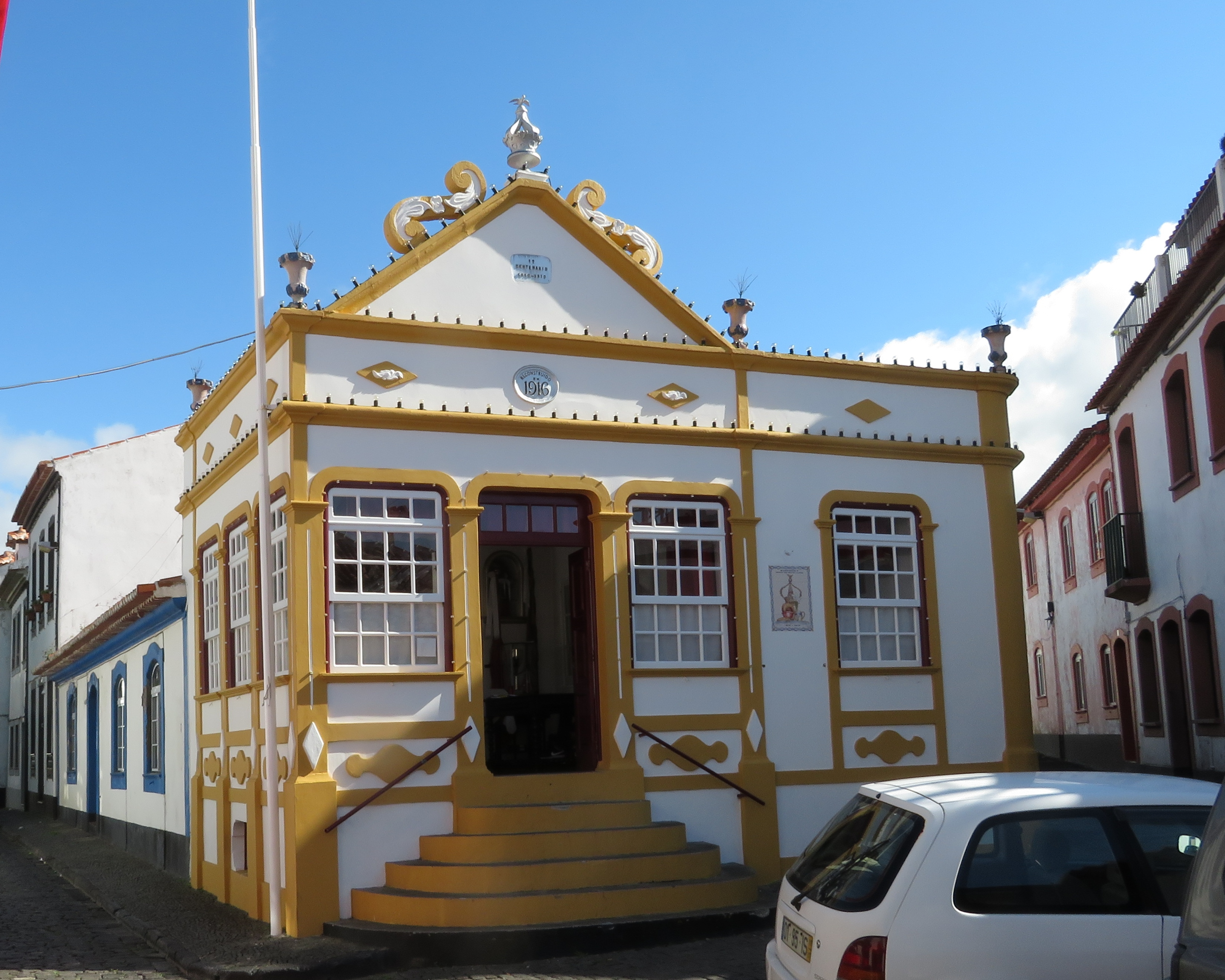
Heilig-Geist-Kapelle Império Do Espírito Santo Dos Quatro Cantos
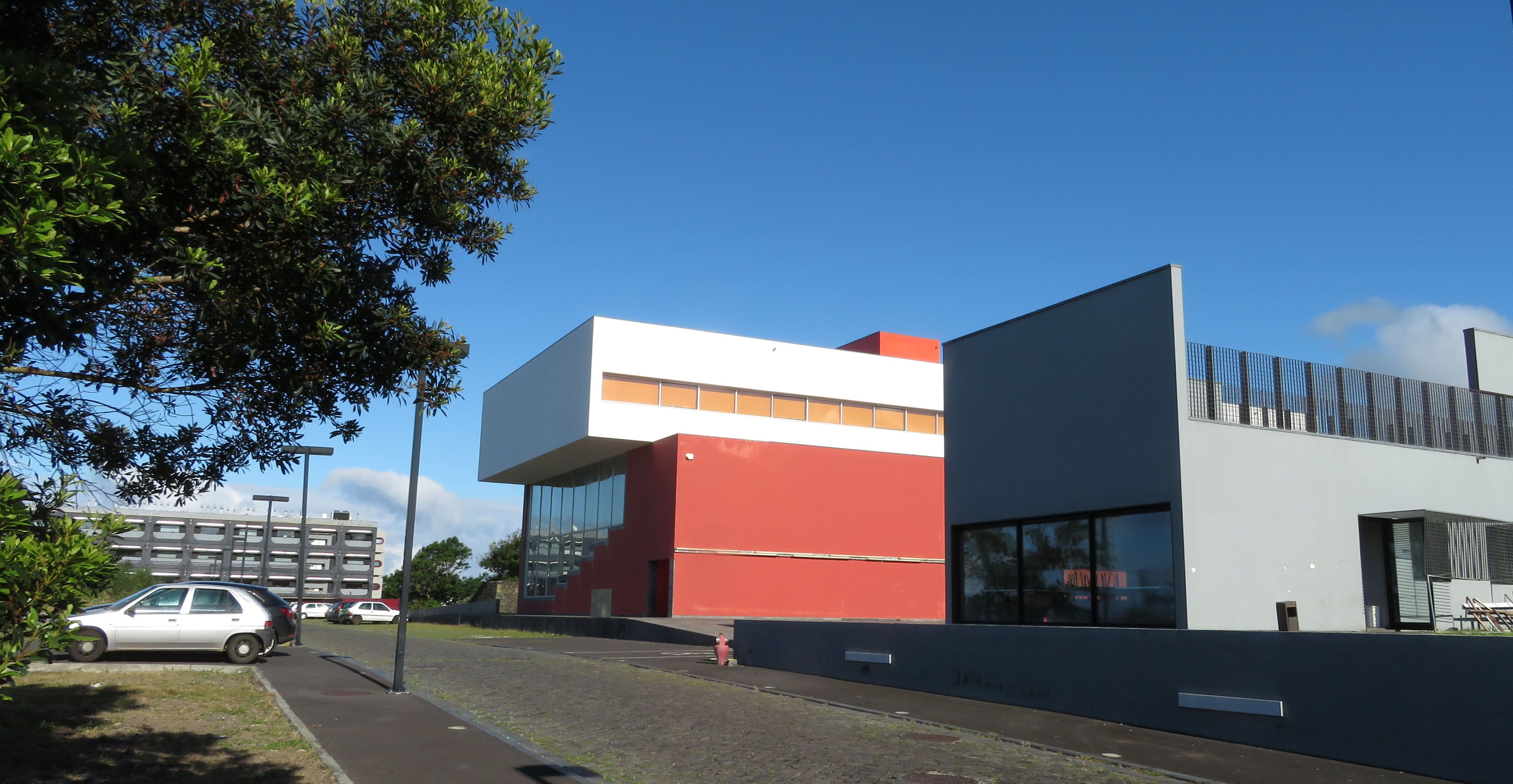
Campus der Universität der Azoren in Angra do Heroismo
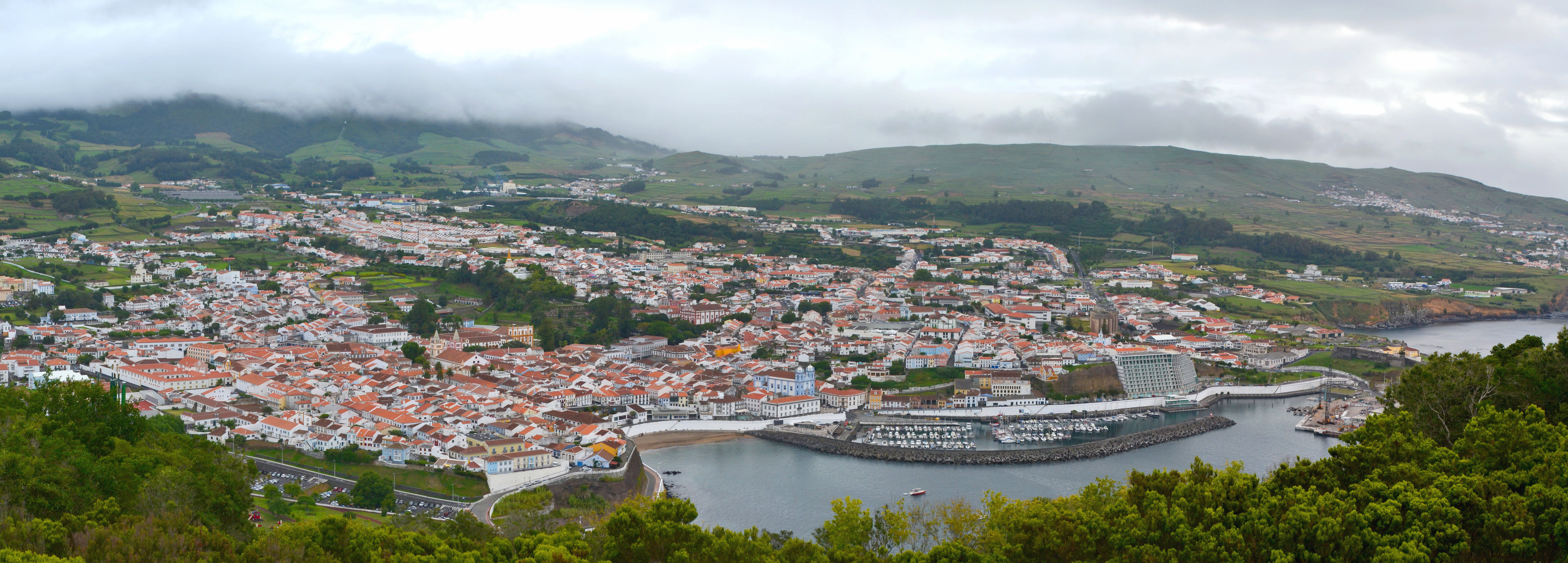
Blick auf Angra do Heroismo vom Monte Brasil

## Verwaltung

### Kreis Angra do Heroísmo
Angra do Heroísmo ist Sitz des gleichnamigen Kreises (Concelho); Nachbarkreis ist Praia da Vitória im Nordosten.
Die folgenden Gemeinden (Freguesia) gehören zum Kreis Angra do Heroísmo:

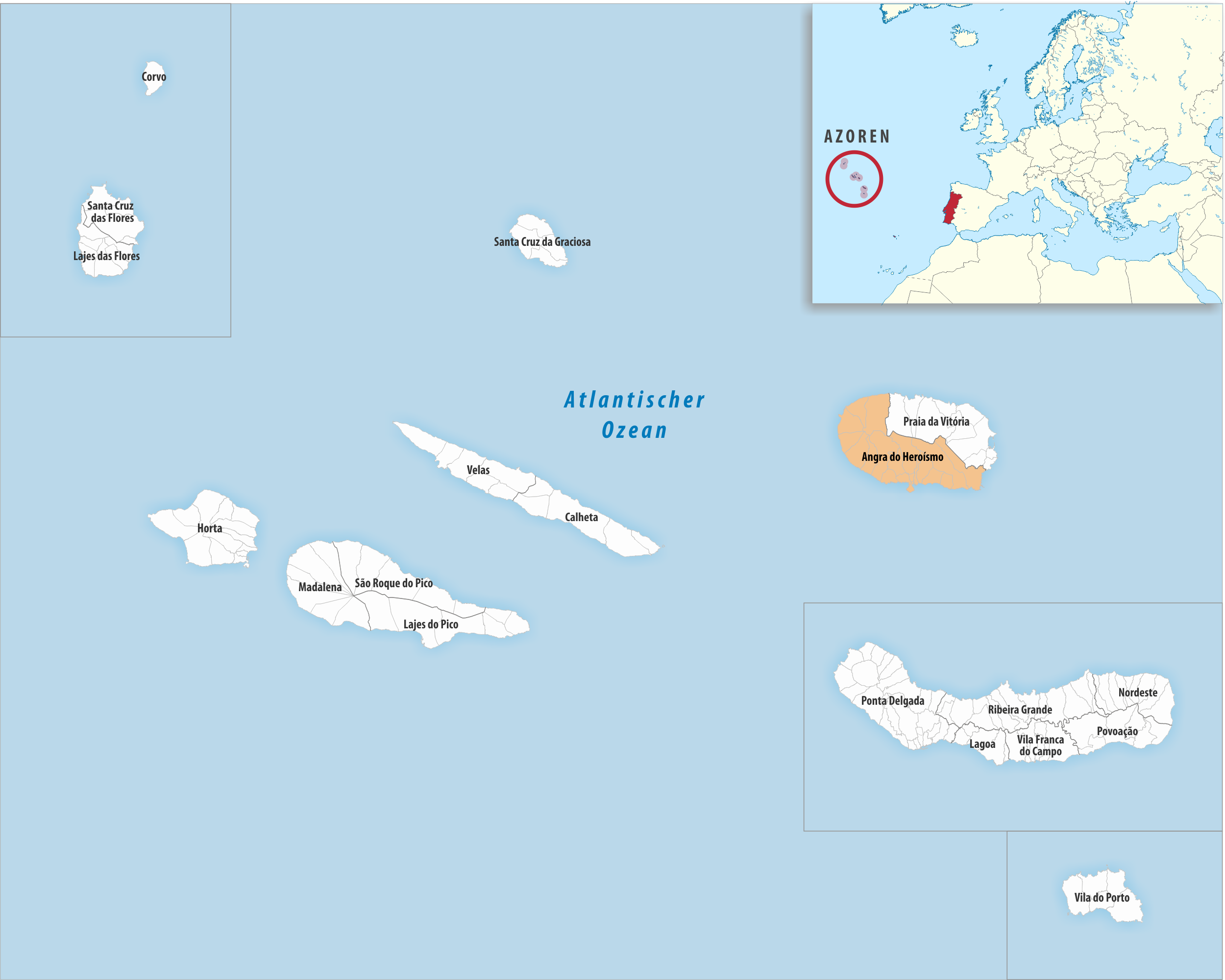
Kreis Angra do Heroísmo

| Gemeinde                   | Einwohner (2021) | Fläche km² | Dichte Einw./km² | LAU- Code |
| -------------------------- | ---------------- | ---------- | ---------------- | --------- |
| Altares                    | 849              | 28,22      | 30               | 430101    |
| Cinco Ribeiras             | 683              | 10,80      | 63               | 430106    |
| Doze Ribeiras              | 431              | 10,41      | 41               | 430107    |
| Feteira                    | 1.343            | 5,25       | 256              | 430108    |
| Nossa Senhora da Conceição | 3.377            | 2,44       | 1.384            | 430102    |
| Porto Judeu                | 2.293            | 30,27      | 76               | 430109    |
| Posto Santo                | 1.031            | 20,37      | 51               | 430110    |
| Raminho                    | 464              | 11,07      | 42               | 430111    |
| Ribeirinha                 | 2.480            | 7,53       | 329              | 430112    |
| Santa Bárbara              | 1.279            | 16,40      | 78               | 430113    |
| Santa Luzia                | 2.471            | 1,26       | 1.962            | 430103    |
| São Bartolomeu de Regatos  | 1.936            | 25,00      | 77               | 430114    |
| São Bento                  | 1.909            | 10,34      | 185              | 430115    |
| São Mateus da Calheta      | 3.777            | 5,98       | 632              | 430116    |
| São Pedro                  | 3.268            | 3,66       | 894              | 430104    |
| Sé                         | 928              | 1,65       | 562              | 430105    |
| Serreta                    | 316              | 14,36      | 22               | 430117    |
| Terra Chã                  | 2.888            | 10,07      | 287              | 430118    |
| Vila de São Sebastião      | 2.048            | 23,93      | 86               | 430119    |
| Kreis Angra do Heroísmo    | 33.771           | 239,01     | 141              | 4301      |

### Bevölkerungsentwicklung
| Einwohnerzahl im Kreis Angra do Heroísmo (1849–2011) |        |        |        |        |        |        |        |        |        |
| Jahr                                                 | 1849   | 1900   | 1930   | 1960   | 1981   | 1991   | 2001   | 2004   | 2011   |
| Einwohner                                            | 22.973 | 33.002 | 32.828 | 43.374 | 32.808 | 35.270 | 35.581 | 35.065 | 35.402 |

## Architektur
Aus der schachbrettartig angelegten Altstadt ragen die beiden Türme der Kathedrale aus dem 16. Jahrhundert empor, ein weiteres markantes Bauwerk ist die hellblaues barocke Kirche Igreja da Misericórdia (1728–46). In der Stadt wurden außerdem zahlreiche farbenfrohe Heilig-Geist-Kapellen errichtet, von denen der 1810 erbaute und 1916 renovierte Império do Espírito Santo Dos Quatro Cantos – an der engen Gasse Travessa da Moreira, die als einzige Straße das Schachbrettsystem durchbricht – eine der bekanntesten ist. Die 1795 erbaute Kapelle Império do Espírito Santo da Rua de São Pedro gilt als die älteste Heilig-Geist-Kapelle der gesamten Insel.
Mit dem Bau der Festung Castelo São João Baptista auf dem südwestlich der Altstadt gelegenen, 205 m hohen Monte Brasil wurde 1592 begonnen. Noch etwas älter ist die kleinere Festung Castelo de São Sebastião südöstlich der Altstadt am Hafen. Das repräsentative Zollhaus am Hafen (Alfândega) wurde 1853 erbaut.
Zu den bekanntesten profanen Gebäuden der Altstadt zählen das barocke Palais Palácio dos Bettencourts, das am Ende des 17. Jahrhunderts erbaut wurde, sowie das Rathaus (1866 vollendet) an der belebten Praça Velha, dem Mittelpunkt der Stadt.
Die modernen Gebäude der Universität wurden im westlichen Teil der Stadt an der Rua do Cap. João de Ávila errichtet.

## Grünanlagen
Der bekannteste Park im Zentrum Angra do Heroismos ist der Jardim Público, der auch Jardim Duque da Terceira genannt wird und eine Fläche von 1,75 ha bedeckt. Der Park mit mehreren Springbrunnen, Lavasteinmauern, Lauben, einem Pavillon und einem Denkmal für den portugiesischen Dichter und Politiker Almeida Garrett wurde 1882 auf dem Gelände eines früheren Jesuitenklosters angelegt. An ihn grenzt die Grünanlage des um die Mitte des 20. Jahrhunderts zu Ehren des Königs Dom Pedro IV errichteten Obelisken Alto da Memoria, an dieser Stelle befand sich ursprünglich die 1474 erbaute erste Festung der Insel.

### Kommunaler Feiertag
- 24. Juni

### Städtepartnerschaften
Angra unterhält Städtepartnerschaften mit
| - Tulare in Kalifornien, USA, seit 1966 - Salvador da Bahia, Brasilien, seit 1985 - Taunton (Massachusetts), USA, seit 1986 - Évora im Alentejo, Portugal, seit 1988 - Florianópolis im Bundesstaat Santa Catarina, Brasilien, seit 1994 - Gustine in Kalifornien, USA, seit 2002 - São Vicente, Kap Verde, seit 2003 - Gramado im Bundesstaat Rio Grande do Sul, Brasilien, seit 2004 | - Gilroy in Kalifornien, USA, seit 2005 - Porto Novo, Kap Verde, seit 2011 - Jining, China, seit 2015 - Cartagena de Indias, Kolumbien, seit 2015 - Funchal, Madeira, Portugal, seit 2016 - Alenquer, Portugal, seit 2016 - Golegã, Portugal, seit 2019 - Ribeira Grande de Santiago, Kap Verde, seit 2019 |

## Söhne und Töchter der Stadt

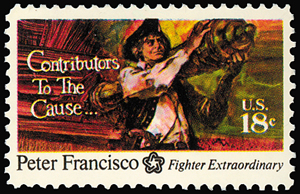
Pedro Francisco auf einer Briefmarke der USA

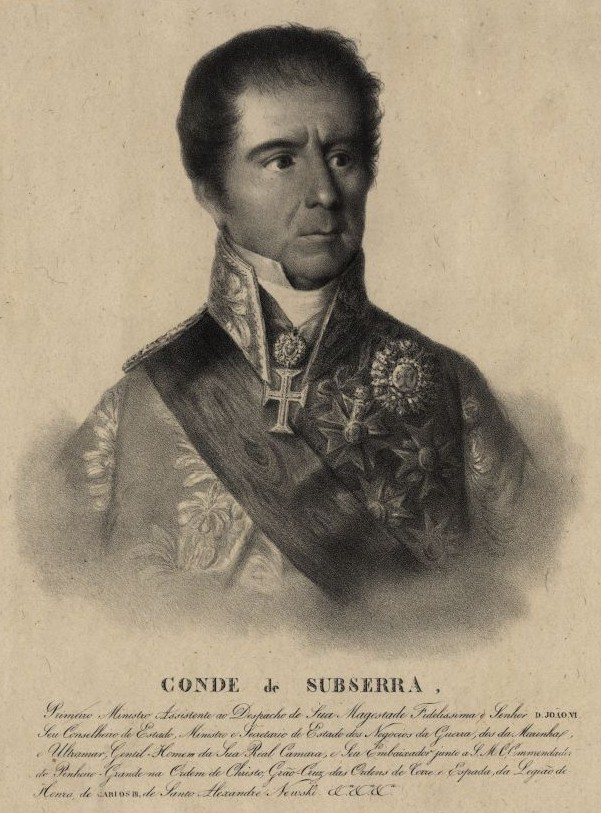
Manuel Inácio Martins Pamplona Corte Real

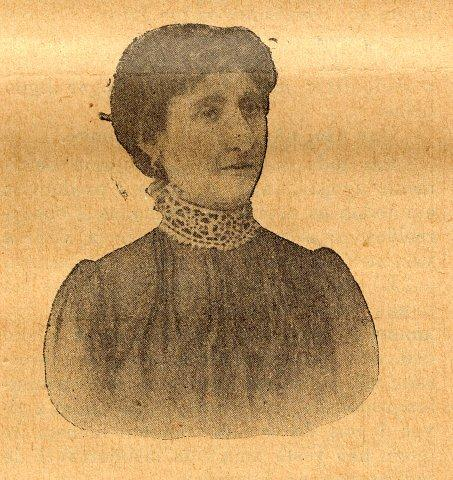
Ana Augusta de Castilho, um 1900

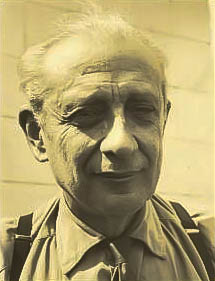
Francisco Coelho Maduro Dias

- Brianda Pereira (1550–1620), mystifizierte antispanische Widerstandskämpferin
- João Baptista Machado (1582–1617), seliggesprochener Jesuit, Missionar in Japan
- Cristóvão da Silveira (1613–1673), Erzbischof von Goa
- António Cordeiro (1641–1722), jesuitischer Historiker und Theoretiker
- Pedro Francisco (1760–1831), Person des Amerikanischen Unabhängigkeitskrieges
- Manuel Inácio Martins Pamplona Corte Real (1760–1832), Militär und Politiker
- Henrique Teixeira de Sampaio (1774–1833), Politiker und Kapitalist, wichtiger Gläubiger des Königreichs Portugal
- Francisco Ferreira Drummond (1796–1858), Historiker, Musiker und Politiker
- Francisco Maria da Cunha (1822–1909), General und Kolonialverwalter
- António Joaquim da Fonseca (1839–1870), Politiker, Gouverneur von São Tomé und Príncipe
- Diogo de Barcelos Machado de Bettencourt (1847–1922), Jurist und Politiker
- Eduardo de Abreu (1856–1912), Arzt und Politiker, republikanischer Aktivist
- José Júlio de Souza Pinto (1856–1939), Maler
- Jacinto Cândido da Silva (1857–1926), Jurist und Politiker, Marine- und Überseeminister 1895–1897
- Ana Augusta de Castilho (1860 oder 1866–1916), Lehrerin, Schriftstellerin, Frauenrechtlerin und republikanische Aktivistin
- Arthur Bensabat Benarus (1861–1926), Kaufmann und Fotograf
- Manuel António Lino (1865–1927), Arzt, Schriftsteller und Politiker
- Aníbal de Bettencourt (1868–1930), Mediziner und Bakteriologe
- Faustino da Fonseca (1871–1918), Politiker, Journalist und Autor, 1911–1918 Direktor der Biblioteca Nacional de Portugal
- Alfredo de Mesquita (1871–1931), Journalist und Schriftsteller, Freimaurer
- Augusto de Almeida Monjardino (1871–1941), Chirurg, Politiker und Hochschullehrer, Rektor der Universität Lissabon
- Rui Teles Palhinha (1871–1957), Botaniker, Professor an der Universität Lissabon
- João Alberto de Azevedo Neves (1877–1955), Arzt, Hochschullehrer und Politiker, Handelsminister und kurzzeitig Außenminister
- José Machado Duarte Junior (1880–1945), portugiesischer Offizier und Kolonialverwalter
- José Agostinho (1888–1978), Militär und Meteorologe, Populärwissenschaftler
- João de Souza Mendes Júnior (1892–1969), Arzt, mehrmaliger brasilianischer Schachmeister
- Aurélio Quintanilha (1892–1987), Biologe, Forscher und Hochschullehrer, anarchistischer Oppositioneller
- Francisco Coelho Maduro Dias (1904–1986), Lyriker, Maler, Bildhauer und Theaterregisseur
- António Dacosta (1914–1990), Maler, Kritiker und Lyriker
- Eduardo Teixeira Coelho (1919–2005), Comicautor (Pseudonym Martin Sièvre)
- Aurélio Granada Escudeiro (1920–2012) war Bischof von Angra und Ehrenbürger von Angra do Heroísmo.
- Álvaro Pereira da Silva Leal Monjardino (* 1930), Jurist und Politiker, Minister 1978/79
- Norberto Ávila (1936–2022), Dramatiker, Lyriker, Schriftsteller und Übersetzer
- Álamo Oliveira (* 1945), Lyriker, Bühnenautor und Schriftsteller
- Carlos Reis (* 1950), bedeutender Philologe, Professor an der Universität Coimbra
- Vítor Gonçalves (* 1951), Filmregisseur, Produzent und Drehbuchautor
- Carlos da Costa Neves (* 1954), Jurist und Politiker, Landwirtschaftsminister 2004/05
- Joel Neto (* 1974), Journalist und Schriftsteller, Mourinho-Biograph
- Luís Filipe Borges (* 1977), Fernsehmoderator
- Eliseu (* 1983), Fußballspieler